# Kliment Kolesnikov
Pour les articles homonymes, voir Kolesnikov.
Kliment Kolesnikov est un nageur russe, né le 9 juillet 2000 à Moscou. Il est spécialiste du dos et de la nage libre.
Il remporte trois titres européens en petit bassin en 2017, puis six titres lors des Championnats d'Europe juniors 2018 à Helsinki.
Pour le 50 mètres dos, il est détenteur à la fois du record du monde en grand bassin établi en 23 s 55 le 27 juillet 2023 lors de la Coupe de Russie à Kazan, et du record du monde en petit bassin établi en 22 s 11 le 23 novembre 2022, également à Kazan.

## Biographie
Lors des Championnats d'Europe de natation 2018 à Glasgow, Kliment Kolesnikov bat le record du monde du 50 m dos alors détenu par Liam Tancock avec un temps de 24 s 00.

## Palmarès

### Jeux olympiques
- Jeux olympiques 2020 à Tokyo ( Japon) :
  -  Médaille d'argent du 100 m dos
  -  Médaille de bronze du 100 m nage libre
  - Demi-finaliste du 50 m nage libre.

### Championnats du monde
Grand bassin
- Championnats du monde 2019 à Gwangju ( Corée du Sud) :
  -  Médaille d'argent du relais 4 × 100 m nage libre.
  -  Médaille de bronze du 50 m dos.
  -  Médaille de bronze du relais 4 × 100 m 4 nages (participe uniquement aux séries).
- Championnats du monde 2025 à Singapour ( Singapour) :
  -  Médaille d'or du 50 m dos.
  -  Médaille d'or du relais 4 × 100 m 4 nages (participe uniquement aux séries).

Petit bassin
- Championnats du monde 2018 à Hangzhou ( Chine) :
  -  Médaille d'or du 100 m 4 nages.
  -  Médaille d'or du relais 4 × 50 m 4 nages.
  -  Médaille d'argent du relais 4 × 50 m nage libre.
  -  Médaille d'argent du relais 4 × 100 m nage libre.
  -  Médaille d'argent du relais 4 × 100 m 4 nages.
  -  Médaille de bronze du 100 m dos.
  -  Médaille de bronze du relais 4 × 50 m 4 nages mixte.
- Championnats du monde 2021 à Abou Dabi ( Émirats arabes unis) :
  -  Médaille d'or du 50 m dos.
  -  Médaille d'or du 100 m 4 nages.
  -  Médaille d'or du relais 4 × 100 m nage libre.
  -  Médaille d'or du relais 4 × 50 m 4 nages.
  -  Médaille d'argent du 100 m dos.
  -  Médaille de bronze du relais 4 × 100 m 4 nages.

### Championnats d'Europe
Grand bassin
- Championnats d'Europe 2018 à Glasgow ( Royaume-Uni) :
  -  Médaille d'or du 50 m dos
  -  Médaille d'or du 100 m dos
  -  Médaille d'or du relais 4 × 100 m nage libre
  -  Médaille d'argent du relais 4 × 100 m 4 nages
  -  Médaille d'argent du relais 4 × 100 m 4 nages mixte
  -  Médaille de bronze du relais 4 × 100 m nage libre mixte

- Championnats d'Europe 2020 à Budapest ( Hongrie) :
  -  Médaille d'or du 50 m dos
  -  Médaille d'or du 100 m nage libre
  -  Médaille d'or du relais 4 × 100 m nage libre
  -  Médaille d'argent du relais 4 × 100 m 4 nages